# Exército da Lapônia
O Exército da Lapônia foi um exército foi formado em 14 de janeiro de 1942 para controlar as tropas alemãs na Finlândia. Foi redesignado 20º Exército de Montanha em 22 de Junho de 1942.

## Commandantes
- General de Gebirgstruppe Eduard Dietl (14 Janeiro 1942 - 22 Junho 1942)[2]

## Chiefs of Staff
- Generalmajor Ferdinand Jodl (14 Janeiro 1942 - 22 Junho 1942)[2]

## Oficiais de Operações
- Oberstleutnant Hugo Sittmann (14 Janeiro 1942 - 22 Junho 1942)[2]

## Area de Operações
- Finlândia  (Jan 1942 - Junho 1942)[2]

## Ordem de Batalha
22 de Abril de 1942
- À disposição do Exército da Lapônia
- 7. Gebirgs-Division (parte)
- Finnish III Corps
- Finnish 3rd Division
- SS-Division “Nord”
- Finnish Division J
- XXXVI. Gebirgs-Armeekorps
- 169ª Divisão de Infantaria
- 1/3 163ª Divisão de Infantaria
- verstärktes Gebirgsjäger-Regiment 139
- Gebirgskorps Norwegen
- 6. Gebirgs-Division
- 2. Gebirgs-Division
- 1/3 214ª Divisão de Infantaria
- 702ª Divisão de Infantaria(parte)

11 de Maio de 1942
- À disposição do Exército da Lapônia
- 2/3 163ª Divisão de Infantaria
- XVIII. Gebirgs-Armeekorps (em transição)
- Finnish III Corps
- 7. Gebirgs-Division (em transição)
- Finnish 3rd Division
- SS-Division “Nord”
- Finnish Division J
- verstärktes Gebirgsjäger-Regiment 139
- XXXVI. Gebirgs-Armeekorps
- 169ª Divisão de Infantaria
- verstärktes Infanterie-Regiment 324
- Gebirgskorps Norwegen
- 6. Gebirgs Division
- 2. Gebirgs Division
- 1/3 214ª Divisão de Infantaria
- 69ª Divisão de Infantaria (parte)